# Linyphia lineola
Linyphia lineola là một loài nhện trong họ Linyphiidae.
Loài này thuộc chi Linyphia. Linyphia lineola được miêu tả năm 1883 bởi Pavesi.